# Іоанн (римський імператор)
Флавій Іоанн (лат. Flavius Johannes — † 425, Равенна) — узурпатор Гесперійської (Західної Римської) імперії з 423 по 425 рік.
Після смерті імператора Гонорія 15 серпня 423 року три місяці західна частина Римської імперії залишалася без свого власного володаря. Формально цілою імперією керував Феодосій II, однак фактично це правління довго не протрималося. Феодосій II затримувався із призначенням нового Авґуста для Заходу. У цій ситуації узяв Іоанн у цей час primicerius notariorum (секретар) Гонорія ініціативу у свої руки. Оскільки він був відповідальний за військові призначення, то легко використав своє становище і оголосив себе 20 листопада 423 року у Римі імператором.
Він, однак, не отримав визнання ані у Феодосія в Константинополі, ані в командувача військ (comes Africae) Африки — Боніфація. Посланий ним префект у Галлію був убитий, а Magister militum заходу Кастін дотримувався нейтралітету.
23 жовтня 424 року Феодосій II призначив Цезарем свого 5 річного небожа Валентиніана, поставив його на чолі війська і надіслав на захід проти узурпатора.
Там Валентиніан III за допомогою Magister militum сходу Аспара виграв коротку війну проти Іоанна, який замість виступити проти військ противника, чекав на допомогу гунів. Іоанн був схоплений, відправлений у Равенну та у травні 425 року засуджений на смерть.
23 жовтня 425 року, 6 річний Цезар отримав титул Авґуста Заходу і фактично став володарем Гесперії.